# Yes
Yes este o formație britanică de rock progresiv formată la Londra în 1968. Muzica lor utilizează aranjamente complexe, schimbări dinamice și metrice dramatice, o varietate de stiluri muzicale, aptitudini muzicale excepționale, armonii vocale și un stil liric unic. Din iunie 2015 formația este alcătuită din Jon Davison (solist vocal, chitară), Steve Howe (chitară, vocal), Billy Sherwood (chitară bas, vocal), Geoff Downes (claviaturi) și Alan White (baterie, percuție). Yes este una dintre cele mai apreciate și celebre formații de rock progresiv, influențând formații precum Dream Theater și Rush. Nouă dintre albumele lor de studio au ajuns în Top 10 în Regatul Unit sau Statele Unite, două ocupând prima poziție în Regatul Unit. Până în prezent au vândut peste 50 de milioane de discuri la nivel mondial.
Chris Squire a fondat Yes în anul 1968 împreună cu vocalistul Jon Anderson. Squire și chitaristul Peter Banks au interpretat împreună în formația The Syn și apoi în Mabel Greer's Toyshop. Anderson și toboșarul Bill Bruford au devenit și ei membri Mabel Greer's Toyshop care ulterior s-a transformat în Yes. Claviaturistul Tony Kaye a completat prima componență a formației. Primele lor materiale au constat din compoziții originale și interpretări ale melodiilor altor artiști. În anii 1970 Yes a ajuns la apogeul activității lor creative în cadrul rockului progresiv, lansând albume de referință precum: The Yes Album (1971), Fragile (1971), Close to the Edge (1972), Tales from Topographic Oceans (1973), Relayer (1974) și Going for the One (1977). În această perioadă Yes a inclus alți membri precum Steve Howe, Rick Wakeman, Alan White și Patrick Moraz. Ascensiunea genului punk rock la sfârșitul anilor 1970 a marcat o scădere în popularitate și vânzări. În 1980 Anderson și Wakeman au părăsit formația iar Yes a lansat albumul Drama cu solistul vocal Trevor Horn și claviaturistul Geoff Downes. Formația s-a destrămat la începutul anului 1981 iar Howe și Downes au înființat în același an formația Asia.
Yes s-a refăcut în anul 1982 cu Anderson, Squire, White, claviaturistul original Tony Kaye și chitaristul Trevor Rabin mergând într-o direcție pop-rock. În anii 1980 au lansat albumele 90125 (1983) și Big Generator (1987). Primul album a produs singurul lor single numărul unu din Statele Unite, "Owner of a Lonely Heart". Turneul de promovare al albumului Union (1991) a combinat membrii formației Yes cu membrii grupului Anderson Bruford Wakeman Howe, transformând componența într-un octet. Albumele lansate în anii 1990 nu s-au bucurat de același succes comercial. Formația a efectuat numeroase turnee mondiale între 1997 și 2004 care au inclus turneele aniversare de 30 și 35 de ani. După o pauză de patru ani din cauza problemelor de sănătate ale lui Anderson și Wakeman Yes a revenit înlocuindu-i cu Benoît David, respectiv Oliver Wakeman. În 2011 au lansat albumul Fly from Here cu claviaturistul Geoff Downes, care a revenit în formație după 30 de ani iar în anul următor David a părăsit formația din cauza unor probleme de sănătate, fiind înlocuit cu Jon Davison de la formația Glass Hammer. Pe 19 mai 2015 formația a anunțat că basistul Chris Squire a fost diagnosticat cu leucemie și va fi înlocuit temporar cu Billy Sherwood. Squire a decedat pe 27 iunie 2015, formația rămânând astfel fără niciun membru fondator.

## Istoric

### Primii ani (1968-1971)
În ianuarie 1968 basistul Chris Squire s-a alăturat formației Mabel Greer's Toyshop împreună cu vocalistul și chitaristul Clive Bailey, toboșarul Bob Hagger și chitaristul Peter Banks. Au interpretat la clubul The Marquee din Soho, Londra, unde au fost observați de Jack Barrie, patronul clubului La Chasse. Acesta și-a amintit "Nu aveau nimic extraordinar. Erau foarte buni din punct de vedere muzical dar era clar că nu vor ajunge nicăieri". Barrie i-a făcut lui Squire cunoștință cu Anderson, un angajat al clubului La Chasse și s-a constatat că cei doi aveau un interes comun în Simon & Garfunkel și armoniile vocale. În acea seară au compus melodia "Sweetness" la casa lui Squire, melodie ce va fi inclusă pe primul album Yes. În iunie 1968 toboșarul Hagger a fost înlocuit cu Bill Bruford care a postat un anunț în Melody Maker. Între timp Banks a părăsit și el formația pentru a se alătura formației Neat Change iar organistul și pianistul Tony Kaye a devenit claviaturist. Noua formație a interpretat în subsolul cafenelei The Lucky Horseshoe între 10 iunie și 6 iulie 1968.
Banks a revenit și a devenit al cincilea membru, înlocuindu-l pe Clive Bailey pe 26 iulie 1968. Anderson a sugerat ca noua formație să se numească Life în vreme ce Squire a sugerat să se numească World. După ce au adoptat numele Yes la sugestia lui Banks au interpretat primul lor spectacol pe 4 august în East Mersea, Essex. În primele lor spectacole au interpretat melodii ale unor formații precum The Beatles, The 5th Dimension și Traffic. Pe 16 septembrie Yes a interpretat la clubul Blaise pentru a înlocui formația Sly & the Family Stone care nu s-a prezentat. Au fost bine primiți de public, inclusiv de gazda Roy Flynn care în acea seară le-a devenit manager. În acea lună Bruford a decis să renunțe la interpretare pentru a studia la Universitatea din Leeds. A fost înlocuit cu Tony O'Reilley. Anderson a reușit să îl convingă pe Bruford să revină pentru ca Yes să interpreteze în deschiderea concertului de adio al formației Cream la Royal Albert Hall pe 26 noiembrie.
După ce au văzut un concert King Crimson în 1969 membrii Yes și-au dat seama că aveau competiție în Londra și că trebuie să devină mai buni din punct de vedere tehnic, organizând repetiții mai frecvente. Au semnat cu Atlantic Records și au lansat albumul eponim de debut în august 1969. Alcătuit în mare parte din melodii originale, albumul include interpretarea melodiilor "Every Little Thing" al celor de la The Beatles și "I See You" al celor de la The Byrds. Deși albumul nu a intrat în topurile britanice a primit recenzii pozitive din partea revistei Rolling Stone unde Lester Bangs a lăudat "simțul stilului, gustului și subtilității" al albumului. Tony Wilson de la publicația Melody Maker a numit Yes și Led Zeppelin ca fiind formațiile cele două formații "cu cele mai mari șanse de succes".
După un turneu în Scandinavia alături de formația Small Faces Yes a interpretat un concert solo la Queen Elizabeth Hall pe 21 martie 1970. A doua parte a concertului a inclus fragmente din al doilea lor album, Time and a Word, acompaniați de o orchestră formată din 20 de membri. Banks, nemulțumit de ideea de a înregistra cu o orchestră și de concedierea lui Flynn în acel an, a părăsit formația în mai 1970 cu două luni înainte de lansarea albumului. Banks a declarat că a fost dat afară de Squire și Anderson și că Bruford și Kaye nu știau că acest lucru se va întâmpla. Albumul a reușit să ocupe locul 45 în Regatul Unit. Banks a fost înlocuit cu Steve Howe, chitaristul formației Tomorrow, care a fost fotografiat cu formația pentru coperta ediției americane a albumului, deși nu a interpretat deloc pe acest album.
Formația a închiriat o casă la țară în Devon pentru a compune și repeta melodii noi pentru următorul album. Howe a conferit un sunet distinctiv formației prin chitara Gibson ES-175 și prin multitudinea de chitare acustice. Cu producătorul și inginerul Eddie Offord sesiunile de înregistrări durau până la 12 ore, fiecare melodie fiind asamblată în porțiuni mici care erau împreunate pentru a forma melodia completă. Lansat în februarie 1971 The Yes Album a ocupat locul 4 în Regatul Unit și locul 40 în Billboard 200.
Yes a pornit într-un turneu european de 28 de zile împreună cu formația Iron Butterfly în ianuarie 1971. Tony Kaye a interpretat ultimul său concert cu Yes la Crystal Palace Bowl în luna august a acelui an. Decizia a fost luată după dezvoltarea unei relații tensionate între Kaye și Howe în acel turneu și din cauza reticienței sale de a folosi mellotronul și sintetizatorul Moog.

### Fragile,Close to the EdgeșiTales from Topographic Oceans(1971-1974)

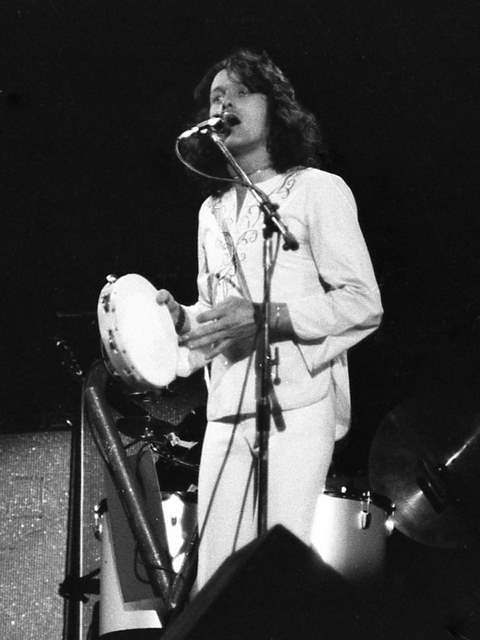
Jon Anderson într-un concert Yes din 1973

La momentul la care Kaye a părăsit formația Yes a găsit deja un înlocuitor - Rick Wakeman, un claviaturist educat clasic care a părăsit formația folk The Strawbs. Wakeman era un muzician de studio, interpretând cu artiști precum T. Rex, David Bowie, Cat Stevens și Elton John.
Lansat pe 26 noiembrie 1971 al patrulea album, Fragile, a demonstrat interesul lor tot mai mare pentru structurile muzicale clasice, un fragment din lucrarea Pasărea de Foc a lui Igor Stravinski fiind redată la începutul concertelor lor începând cu turneul 1971-1972. Fiecare membru a interpretat o melodie solo pe album și a marcat începutul colaborării lor cu artistul Roger Dean, care a realizat logo-ul formației, coperta albumului și a proiectat decorațiile scenice. Fragile a ocupat locul 7 în Regatul Unit și locul 4 în Statele Unite unde a fost lansat în ianuarie 1972 și a fost primul album Top 10 al formației în Statele Unite. Melodia ce deschide albumul, "Roundabout", a fost lansată ca un single scurtat și a ocupat locul 13 în topul Billboard Hot 100. În februarie 1972 Yes a înregistrat o interpretare a melodiei "America" a lui Paul Simon. Această melodie a ocupat locul 46 în Statele Unite.
Lansat în septembrie 1972, Close to the Edge, al cincilea lor album de studio, a fost cea mai ambițioasă lucrare a lor de până atunci. Având 19 minute, melodia care dă titlul albumului ocupa o întreagă față a discului de vinil și conținea influențe din muzica clasică, rock psihedelic, jazz și pop. Albumul a ocupat locul 3 în Statele Unite și locul 4 în Regatul Unit. "And You and I" a fost lansat ca single și a ocupat locul 42 în Statele Unite. Succesul comercial și critic tot mai mare al formației nu a reușit să îl convingă pe Bill Bruford să nu părăsească Yes pentru a se alătura formației King Crimson în vara anului 1972, înainte de lansarea albumului. Formația s-a gândit la câțiva înlocuitori, inclusiv Aynsley Dunbar (care la acea vreme cânta cu Frank Zappa), până când au decis să îl recruteze pe Alan White, toboșarul formației Plastic Ono Band. White a învățat repertoriul formației în doar trei zile înainte ca Yes să pornească în turneul 1972-1973. Primul turneu cu White a fost inclus pe Yessongs, un album live triplu lansat în mai 1973 care documenta spectacole din 1972. Albumul a ocupat locul 7 în Regatul Unit și locul 12 în Statele Unite. O înregistrare dintr-un concert de la Rainbow Theatre din Londra cu același nume a fost lansată în 1975.
Tales from Topographic Oceans a fost al șaselea album de studio al formației, lansat pe 14 decembrie 1973, un album care a polarizat atât fanii cât și criticii. Albumul dublu era bazat pe interpretarea lui Anderson a scripturilor Shastra din cartea Autobiography of a Yogi scrisă de Paramahansa Yogananda. Albumul a fost primul din istoria muzicii britanice care să obțină Discul de Aur înainte de lansarea oficială pe baza comenzilor. A ocupat prima poziție a topurilor britanice timp de două săptămâni în vreme ce în Statele Unite a ocupat locul 6, devenind al patrulea album consecutiv al formației care să obțină Discul de Aur. Wakeman nu a fost mulțumit de acest album și a criticat mare parte din material. A crezut că anumite secțiuni au fost "sângerate până la moarte" și conțineau prea multă umplutură muzicală. Wakeman a părăsit formația după turneul din 1973-1974; albumul său solo Journey to the Center of the Earth a ocupat prima poziție a topurilor britanice în mai 1974. Turneul a inclus cinci concerte consecutive cu casa închisă la Rainbow Theatre, prima dată când o formație rock a reușit această performanță.
Yes era o trupă neobișnuită pentru scena muzicii rock de la acea vreme deoarece niciunul dintre membri nu consuma droguri iar patru dintre membrii "formulei clasice" erau vegetarieni.

### Relayer,Going for the One,Tormatoși tensiunile (1974-1979)
Au fost audiați câțiva muzicieni pentru a-l înlocui pe Wakeman, inclusiv Eddie Jobson și Vangelis. Ca înlocuitor a fost ales claviaturistul elvețian Patrick Moraz care s-a alăturat formației în august 1974 în timpul înregistrării albumului Relayer care a avut loc la casa lui Squier din Virginia Water, Surrey. Lansat în luna noiembrie a acelui an, Relayer a demonstrat direcția jazz fusion pe care o urmărea formația la acea vreme. Albumul conține melodia de 22 minute intitulată "The Gates of Delirium" care relatează o bătălie cosmică inspirată după romanul Război și pace a lui Lev Tolstoi. Secțiunea "Soon" din această melodie a fost lansată ca single. Albumul a ocupat locul 4 în Regatul Unit și locul 5 în Statele Unite. Formația a pornit într-un turneu în 1974-1975 pentru a promova albumul.
Între 1975 și 1976 fiecare membru al formației a lansat un album solo. Turneul american din 1976 cu Peter Frampton a inclus unul din concertele formației cu cel mai mare număr de spectatori. Concertul din 12 iunie de pe stadionul John F. Kennedy din Philadelphia a atras peste 100.000 de spectatori.
La sfârșitul anului 1976 formația a călătorit în Elveția pentru a înregistra albumul Going for the One la Mountain Studios în Montreux. Atunci Anderson a trimis lui Wakeman primele versiuni ale melodiilor "Going for the One" și "Wonderous Stories" pentru a-l convinge să revină în formație. Moraz a fost eliberat iar Wakeman a revenit ca muzician de studio. La lansarea albumului în iulie 1977 Going for the One a ocupat prima poziție în Regatul Unit timp de două săptămâni și a ocupat locul 8 în Statele Unite. "Wonderous Stories" și "Going for the One" au fost lansate ca single și au ocupat locurile 7, respectiv 25 în Statele Unite. Deși coperta albumului a fost realizată de Hipgnosis, includea logoul formației realizat de Roger Dean. Turneul de promovare al albumului din 1977 a durat șase luni.
Tormato a fost lansat la sfârșitul anului 1978 la apogeul mișcării punk rock în Anglia, perioadă în care presa muzicală critica formația Yes pentru că reprezentau excesele rockului progresiv de la începutul anilor 1970. Albumul a continuat orientarea formației spre melodii tot mai scurte; nicio melodie nu era mai lungă de opt minute. Albumul a ocupat locul 8 în Regatul Unit și locul 10 în Statele Unite. În ciuda criticilor interne și externe cu privire la album, turneul din 1978-1979 a fost un succes comercial. Yes a primit premiul "Golden Ticket Award" pentru încasări de peste un milion de dolari.
În octombrie 1979 formația s-a întâlnit în Paris cu producătorul Roy Thomas Baker. Abordările diferite au creat tensiuni în cadrul formației deoarece Anderson și Wakeman preferau o abordare mai fantastică și delicată în vreme ce restul membrilor preferau o abordare mai apropiată de hard-rock. Howe, Squire și White refuzau toate melodiile pe care Anderson le oferea în această perioadă deoarece erau prea ușoare și nu aveau greutatea pe care ei le ofereau în propriile lor sesiuni. Sesiunile din Paris s-au încheiat neașteptat când White și-a fracturat piciorul în urma unei căzături cu rolele. Când formația, fără Wakeman (care a declarat că va interpreta la claviaturi doar când melodiile erau gata să fie înregistrate), s-a reîntâlnit în februarie pentru a relua lucrul la proiect diferențele muzicale tot mai accentuate, combinate cu tensiunile tot mai puternice din interior, au dus la încetinirea proiectului. La sfârșitul lunii martie Howe, Squire și White au început să înregistreze demouri ca un trio instrumental, fiind tot mai nehotărâți cu privire la implicarea lui Anderson. În cele din urmă nici el nici Wakeman nu au participat la album.

### Dramași destrămarea (1980-1981)
În 1980 duetul pop The Buggles alcătuit din claviaturistul Geoff Downes și vocalistul Trevor Horn l-a preluat pe Brian Lane ca manager. Duetul a înregistrat un succes mondial cu single-ul "Video Killed the Radio Star" și lucrau în același studio ca și Yes. Duetul avea deja o melodie intitulată "We Can Fly from Here" pe care o considerau ca fiind potrivită pentru Yes. Un demo al acestei melodii a fost înregistrat în mai 1980 cu participarea lui Squire. Spre surprinderea lor Squire le-a cerut să devină membri Yes. Au acceptat invitația și au interpretat pe albumul Drama care a fost lansat în august 1980. Albumul avea un sunet mai apropiat de hard-rock comparativ cu albumele lansate în perioada cu Anderson. Albumul a ocupat locul 2 în Regatul Unit și locul 18 în Statele Unite. Turneul din 1980 din America de Nord și Regatul Unit a avut o primire mixtă din partea spectatorilor. Au fost foarte bine primiți în Statele Unite și au primit un certificat comemorativ după ce au interpretat 16 concerte consecutive cu casa închisă la Madison Square Garden începând cu 1974.
După turneul Drama formația s-a întâlnit în Londra pentru a decide următorul pas. L-au eliberat pe Lane ca manager iar Horn a decis să înceapă o carieră ca producător muzical. White și Squire au fost următorii care să plece, Downes și Howe rămânând singurii membri. Au ales să nu continue cu formația și s-au despărțit în decembrie 1980.
A fost dat un anunț în martie 1981 din partea conducerii formației care confirma faptul că Yes s-a destrămat. Downes și Howe s-au reunit pentru a forma Asia împreună cu fostul basist al formației King Crimson, John Wetton și toboșarul Carl Palmer de la Emerson, Lake & Palmer. Squire și White au continuat să lucreze împreună inițial cu Jimmy Page pentru un grup propus cu numele de XYZ (prescurtare de la "ex-Yes-and-Zeppelin") în vara anului 1981. Și fostul coleg de la Zeppelin, Robert Plant, a fost invitat dar și-a pierdut entuziasmul fiind prea afectat de moartea fostului toboșar de la Led Zeppelin, John Bonham. Au înregistrat câteva demouri, o parte dintre acestea fiind înregistrate mai târziu ca melodiile Yes "Mind Drive" și "Can You Imagine?". La sfârșitul anului 1981 Squire și White au lansat "Run With the Fox", un single de Crăciun cu Squire solist vocal și versuri scrise de Peter Sinfield care a fost difuzată la posturile de radio în timpul sărbătorilor de iarnă din anii 1980 și 1990.

### 90125șiBig Generator(1982-1988)

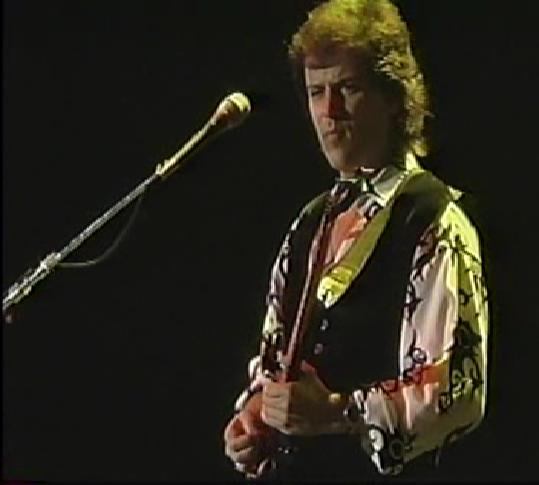
Trevor Rabin a fost un membru-cheie al formației din 1982 până în 1994

În 1982 Squire și White s-au întâlnit cu chitaristul sud-african Trevor Rabin pentru a înființa o nouă formație inititulată Cinema. Rabin a devenit inițial cunoscut ca membru al formației Rabbitt și a lansat apoi trei albume solo, lucrând în același timp și ca producător. Squire l-a recrutat și pe un fost muzician Yes, Tony Kaye. În ciuda prezenței a trei membri Yes, Cinema nu și-a propus să fie o continuare a formației Yes.
Cinema a mers inițial în studio pentru a înregistra un album. Deși Rabin și Squire erau inițial soliștii vocali, a fost invitat și Trevor Horn ca un potențial solist vocal dar a ales să devină în schimb producătorul formației. Neînțelegerile dintre Horn și Kaye (complicate de faptul că Rabin interpreta majoritatea părților de claviatură în timpul înregistrărilor) au condus la plecarea lui Kaye după șase luni de repetiții.
Între timp, Jon Anderson a lansat două albume solo după ce a părăsit Yes și înregistra succes în cadrul proiectului Jon & Vangelis. După ce l-a întâlnit pe Anderson la o petrecere din Los Angeles Squire i-a prezentat demourile Cinema și l-a invitat să devină solistul vocal al formației. Anderson s-a alăturat în ultimele săptămâni ale sesiunilor, neavând mari contribuții în afară de solist vocal și rescrierea unor versuri.
La sugestia executivilor casei de discuri Cinema și-a schimbat numele în Yes. Rabin s-a opus inițial acestei idei deoarece se găsea acum în cadrul unei formații cu o istorie și cu așteptări și nu în cadrul unei formații noi. Totuși, prezența a patru foști membri Yes în formație a sugerat că schimbarea numelui formației era doar o strategie comercială. Noul album a marcat o schimbare radicală deoarece Yes a adoptat o orientare pop-rock în care nu mai erau deloc prezente elementele rockului progresiv ce au caracterizat formația în anii 1970. Această nouă formulă a formației a fost uneori numită "Yes-West" datorită schimbării centrului de operațiuni al formației din Londra în Los Angeles.
Yes a lansat albumul de revenire 90125 (numit astfel după numărul de serie din catalogul Atco Records) în noiembrie 1983. A devenit cel mai bine vândut album al lor, fiind vândut în peste șase milioane de exemplare și a introdus formația unei generații mai tinere de fani. Melodia "Owner of a Lonely Heart" a ocupat prima poziție în Billboard Hot 100 timp de două săptămâni în ianuarie 1984, prima și singura melodie Yes care să reușească această performanță. În cele din urmă Kaye a fost convins să revină în formație. Single-urile "Leave It" și "It Can Happen" au ocupat locurile 24, respectiv 57. De asemenea Yes a câștigat primul și singurul Premiu Grammy pentru "Cea mai bună interpretare rock instrumentală" pentru melodia "Cinema". Au mai primit o nominalizare la categoria "Cea mai bună interpretare a unui duet sau grup cu voce" pentru "Owner of a Lonely Heart" și "Cea mai bună interpretare rock a unui duet sau grup cu voce" pentru album. Turneul de promovare al albumului din 1984-1985 a fost cel mai profitabil din istoria formației din care a rezultat 9012Live, un concert regizat de Steven Soderbergh.
Yes a început să înregistreze al doisprezecelea album, Big Generator, în 1986. Sesiunile de înregistrări au trecut prin numeroase pauze datorită utilizării de mai multe locații de înregistrare în Italia, Londra și Los Angeles precum și problemele interpersonale dintre Rabin și Horn. În cele din urmă Rabin a preluat producția iar albumul a fost lansat în septembrie 1987, ocupând locul 17 în Regatul Unit și locul 15 în Statele Unite. Big Generator a oferit formației Yes o nouă nominalizare la Premiile Grammy pentru "Cea mai bună interpretare rock a unui duet sau grup cu voce" în 1988. Single-ul "Love Will Find a Way" a ocupat prima poziție în topul Mainstream Rock în vreme ce "Rhythm of Love" a ocupat locul 2 iar "Shoot High, Aim Low" locul 11. Turneul din 1987-1988 s-a încheiat cu o apariție la Madison Square Garden pentru a aniversa 40 de ani de la înființarea casei de discuri Atlantic.

### ABWH șiUnion(1989-1992)
La sfârșitul anului 1988 Anderson se simțea lăsat deoparte de Rabin și Squire și a început să fie nemulțumit de direcția muzicală pe care a abordat-o Yes. A părăsit formația declarând că nu va fi niciodată membru Yes doar pentru bani și a început să lucreze în Montserrat la un proiect solo care va implica în cele din urmă pe Wakeman, Howe și Bruford. Această colaborare a dus la speculații că va avea loc un fel de refacere a formulei clasice Yes, deși încă de la început proiectul l-a inclus pe basistul Tony Levin, care a lucrat cu Bruford în King Crimson. Din punct de vedere contractual formația nu putea prelua numele de Yes deoarece Anderson, White, Squire, Rabin și Kaye dețineau drepturile asupra numelui. Grupul a devenit cunoscut sub numele de Anderson Bruford Wakeman Howe, ceea ce îi convenea lui Bruford deoarece dorea să stea departe de numele "Yes".
Albumul lor eponim a fost lansat în 1989 și includea melodia "Brother of Mine" care a devenit un hit la MTV și a primit Discul de Aur în Statele Unite. Mai târziu s-a descoperit că cei patru membri nu au înregistrat împreună. Howe a declarat public că era nemulțumit de mixajul chitarelor de pe album, deși o versiune a melodiei "Fist of Fire" cu chitarele lui Howe lăsate intacte a apărut pe colecția In a Word din 2002. ABWH a efectuat un turneu în 1989 și 1990 sub numele "An Evening of Yes Music" care includea pe Levin, claviaturistul Julian Colbeck și chitaristul Milton McDonald ca muzicieni suplimentari. A fost înregistrat un album live care a fost lansat în 1993 sub titlul An Evening of Yes Music Plus care îl avea pe Jeff Berlin la bas din cauza problemelor de sănătate ale lui Levin.
După finalizarea turneului grupul a revenit în studio pentru a înregistra al doilea album care trebuia să se numească Dialogue. După ce a auzit melodiile Arista Records a refuzat să lanseze albumul deoarece considera mixajele ca fiind prea slabe. Au încurajat grupul să caute alți autori, de preferat unii care pot compune hituri. Anderson l-a contactat pe Rabin pentru această problemă iar Rabin i-a trimis o casetă cu patru demouri cu condiția ca ABWH să aleagă o melodie iar pe celelalte să le trimită înapoi. Arista le-a ascultat pe toate patru și le dorea pe toate dar Rabin nu a fost de acord cu această cerere. Grupul "Yes-West" lucra la un nou album și au început să caute un nou solist vocal. Fostul solist vocal al formației Supertramp, Roger Hodgson, a refuzat postul; deși i-a plăcut să lucreze și să compună cu grupul considera că ar fi neînțelept să lanseze melodiile sub numele Yes. Formația a lucrat și cu solistul vocal al formației Kansas, Steve Walsh, și cu Billy Sherwood de la World Trade. Walsh a petrecut o singură zi cu ei dar Sherwood și formația au lucrat suficient de bine împreună și au continuat sesiunile de compunere. Aria a sugerat ca grupul "Yes-West", cu Anderson solist vocal, să înregistreze cele patru melodii și să le includă pe albumul care va fi lansat sub numele Yes.
Albumul Union a fost lansat în aprilie 1991 ca al treisprezecelea album Yes. Fiecare grup interpreta propriile melodii cu Anderson solist vocal la toate. Squire a interpretat vocal la câteva melodii ABWH iar Tony Levin a fost basist la toate aceste melodii. Albumul nu îi include pe toți opt membri interpretând deodată. Melodia "Masquerade" a fost nominalizată la Premiile Grammy în 1992 pentru "Cea mai bună interpretare instrumentală rock". Union s-a vândut în aproximativ 1,5 milioane de exemplare la nivel mondial, ocupând locul 7 în Regatul Unit și locul 15 în Statele Unite. Au fost lansate două single-uri de pe acest album: "Lift Me Up", care a ocupat prima poziție în topul Mainstream Rock timp de șase săptămâni și "Saving My Heart" care a ocupat locul 9.
Aproape toți membrii și-au declarat nemulțumirea cu privire la album. Bruford nu a fost de acord cu albumul ca întreg iar Wakeman a declarat că a fost incapabil să își recunoască propriile părți de claviatură din mixajul final și a aruncat exemplarul său al albumului pe geamul limuzinei. De atunci el numește albumul "Onion" ("Ceapă") deoarece îi vine să plângă de fiecare dată când se gândește la el. Elias a declarat mai tâziu public că Anderson, în calitate de producător asociat, știa de implicarea muzicienilor de studio. Turneul Union din 1991-1992 i-a inclus pe toți opt membri. După acest turneu Bruford a ales să nu rămână în Yes și a revenit la proiectul său jazz Earthworks.

### Talk,Keys to AscensionșiOpen Your Eyes(1993-1998)
În 1993 a fost lansat albumul Symphonic Music of Yes ce conține versiunile orchestrate ale melodiilor Yes aranjate de David Palmer. Howe, Bruford și Anderson interpretează pe acest disc împreună cu Orchestra Filarmonică din Londra, Orchestra de Cameră din Londra și London Community Gospel Choir. Următorul album de studio Yes, la fel ca și Union, a fost supravegheat de o casă de discuri și nu de membrii formației. Victory Music l-a contactat pe Rabin cu propunerea de a lansa un album cu formula de pe 90125. Rabin a venit cu o contraofertă, cerând să fie implicat și Wakeman. Rabin a început să pregătească albumul la el acasă utilizând conceptul de studio digital și utilizând material compus de el și Anderson. Albumul era în producție în anul 1993 dar implicarea lui Wakeman a fost anulată.
Talk a fost lansat în martie 1994. Coperta a fost realizată de artistul pop Peter Max. Albumul a fost înregistrat digital integral de Rabin pe un hard-disk de 10 GB și pe patru computere Apple Macintosh. A combinat elementele rockului mainstream cu elementele rockului progresiv, din ultima categorie făcând parte melodia de 15 minute "Endless Dream". Albumul a ocupat locul 20 în Regatul Unit și locul 33 în Statele Unite. Melodia "The Calling" a ocupat locul 2 în topul Billboard Hot Mainstream Rock Tracks iar "Walls", pe care Rabin a compus-o împreună cu Roger Hodgson, a ocupat locul 24. După turneul de promovare al albumului Kaye și Rabin au părăsit formația pentru a se ocupa de alte proiecte.
În noiembrie 1995 Howe și Wakeman au revenit în formație și au interpretat pe două melodii noi: "Be the One" și "That, That Is". Formația s-a reunit pentru trei concerte în martie 1996 la Fremont Theater din San Luis Obispo, California care au fost înregistrate și lansate, împreună cu noi melodii de studio, în luna octombrie a acelui an ca Keys to Ascension. Albumul a ocupat locul 48 în Regatul Unit și locul 99 în Statele Unite. Yes a continuat să înregistreze noi melodii în studio, înregistrând unele melodii din perioada proiectului XYZ. La un moment dat melodiile noi trebuiau să fie lansate sub forma unui album de studio dar casa de discuri a decis ca melodiile să fie alăturate restului concertelor de la San Luis Obispo și au fost lansate în noiembrie 1997 ca Keys to Ascension 2. Albumul a reușit să ocupe locul 62 în Regatul Unit dar nu a intrat în topurile americane. Wakeman a părăsit formația după lansarea albumului. A fost nemulțumit de felul în care un album de studio a fost sacrificat în favoarea albumelor Keys to Ascension. În 2001 melodiile de studio de pe ambele albume au fost lansate sub compilația Keystudio.

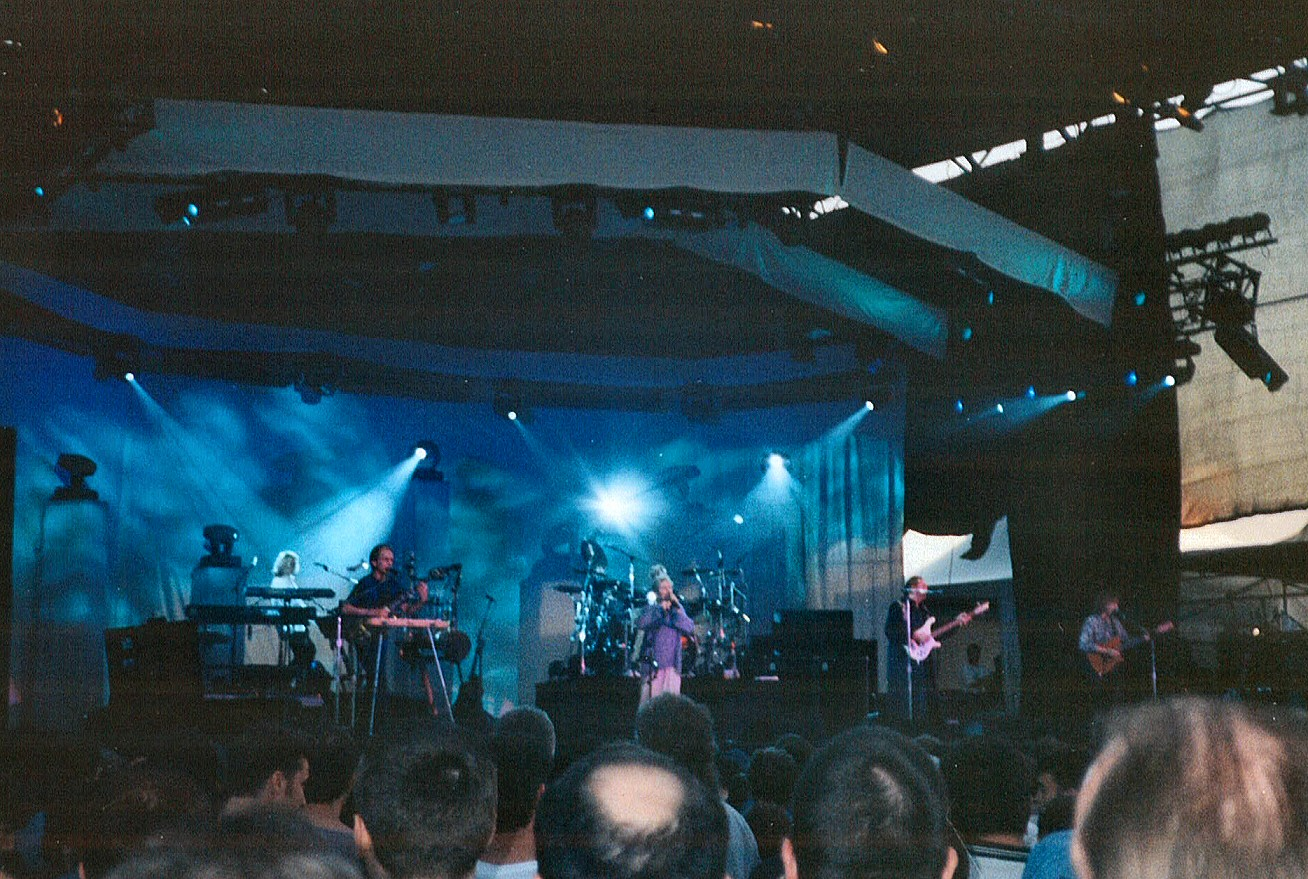
Yes într-un concert din iunie 1998

Squire a format un grup numit Conspiracy împreună cu Billy Sherwood care a inclus contribuții aduse de Alan White. Cei doi au refăcut demourile inițial propuse pentru Conspiracy pentru a le transforma în melodii Yes. Anderson și Howe erau mai puțin implicați în procele de compoziție și producție și și-au manifestat mai târziu nemulțumirea pentru acest fapt. Implicarea integrală a lui Sherwood în compunere, producție și interpretare au condus la alăturarea sa în Yes ca membru oficial, luând rolul de claviaturist și chitara a doua.
Yes a lansat al șaptesprezecelea album de studio, Open Your Eyes, în noiembrie 1997 prin casa de discuri Beyond Music. Nu a înregistrat un succes comercial, ocupând doar locul 151 în Billboard 200 și a eșuat să intre în topurile britanice. Single-ul "Open Your Eyes" a reușit să ocupe locul 33 în topul Mainstream Rock. În timpul turneului din 1997 și 1998 formația a interpretat doar câteva melodii de pe album, concentrându-se mai mult pe melodiile mai vechi. În acest turneu rolul de claviaturist a fost preluat de rusul Igor Horoșev care a interpretat în câteva melodii de pe albumul Open Your Eyes.

### The Ladder,Magnification, turneul aniversar de 35 de ani și pauza (1999-2008)
Horoșev a devenit oficial membru al formației pentru albumul The Ladder, lansat în septembrie 1999. Acesta a fost ultimul album al producătorului Bruce Fairbairn, care a decedat în timpul producției. Rolul lui Sherwood a continuat să fie limitat la vocal și chitara a doua. Una dintre melodiile de pe acest album, "Homeworld (The Ladder)", a fost compusă pentru jocul de strategie în timp real Homeworld al Relic Entertainment. Formația a declarat că au compus melodia nu pentru că le-au cerut producătorii jocului ci pentru că le-au plăcut diferite aspecte ale jocului. The Ladder a ocupat locul 36 în Regatul Unit și locul 99 în Statele Unite.
Concertul de la House of Blues din New Orleans din cadrul turneului de promovare al albumul a fost înregistrat și lansat ca DVD și album live sub numele de House of Yes: Live from House of Blues. Acest turneu a fost ultima activitate a formației cu Billy Sherwood, care a părăsit formația la sfârșitul turneului. În acel an Yes a pornit în turneul Masterworks din Statele Unite. La sfârșitul acelui turneu și Horoșev a părăsit formația.
În 2001 Yes a lansat următorul album de studio, Magnification. Înregistrat fără un claviaturist, albumul include o orchestră de 60 de membri dirijată de Larry Groupé; primul album al formației cu o orchestră de după Time and a Word din 1970. Albumul nu a avut un succes comercial, ocupând locul 71 în Regatul Unit și 186 în Statele Unite, fiind vândut în doar 50.000 de exemplare în toată lumea. Yes a efectuat în 2001 un turneu cu o orchestră simfonică și cu claviaturistul Tom Brislin deoarece Wakeman era ocupat cu turneul său solo. Concertul de la Amsterdam a fost lansat pe DVD în 2002 și pe CD ca album live în 2009 sub numele de Symphonic Live.
După anunțul de revenire al lui Wakeman în aprilie 2002 Yes a pornit în turneul Full Circle Tour din 2002-2003 care a inclus primele lor concerte în Australia de după 1973. Concertul de la Montreux, Elveția din cadrul acestui turneu a fost înregistrat și lansat în 2007 ca DVD și album live sub numele de Live at Montreux 2003. Compilația triplă The Ultimate Yes: 35th Anniversary Collection a fost lansată în iulie 2003 ocupând locul 10 în Regatul Unit (cea mai bună clasare de după 1991) și locul 131 în Statele Unite. În 2004 a urmat turneul aniversar de 35 de ani iar concertul de la Boston din cadrul acestui turneu a fost lansat pe DVD sub numele de Songs from Tsongas.
După turneul din 2004 Yes a intrat într-o perioadă de inactivitate timp de patru ani. Formația nu a mai putut efectua turnee datorită problemelor de sănătate ale lui Anderson care, spre deosebire de ceilalți membri, nu era interesat să înregistreze un nou album de studio după vânzările dezamăgitoare ale Magnification. A declarat că înregistrarea unui album "nu mai era logică". Turneul aniversar de 40 de ani Close to the Edge and Back era programat pentru anul 2008 și urma să includă pe claviaturistul Oliver Wakeman deoarece tatăl său Rick a fost sfătuit de medici să nu mai interpreteze în concerte. Turneul a fost anulat în mai 2008 după ce Anderson a fost diagnosticat cu insuficiență respiratorie acută. Anderson a declarat că avea "nevoie doar de o pauză dar ceilalți membri erau nemulțumiți de acest lucru".

### Turnee,Fly from HereșiHeaven & Earth(2008-prezent)

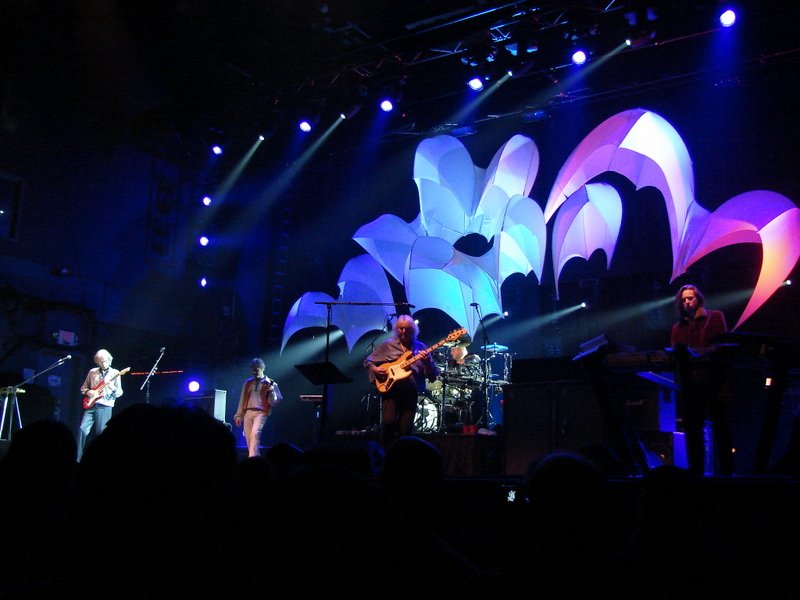
Yes într-un concert din Columbus, Ohio de pe 12 noiembrie 2008

În 2008 Anderson a fost înlocuit cu Benoît David, un cântăreț canadian din formația Mystery. Anderson s-a simțit "dezamăgit" și "nerespectat" de decizia formației Yes de a porni în turneu fără el și de lipsa de contact cu ceilalți membri. Anderson a amânat orice turneu din cauza problemelor sale respiratorii. În 2008, după patru ani, ceilalți membri Yes s-au săturat să aștepte și l-au adus pe David ca să-l înlocuiască pe Anderson, cu Oliver Wakeman la claviaturi. Între 2008 și 2010 Yes a efectuat turneul In the Present Tour, în unele concerte cântând Asia sau Peter Frampton în deschidere. Câteva concerte din 2009 au fost amânate după ce Squire a suferit o operație de urgență la picior plus recuperarea. În 2011 a fost lansat DVD-ul și albumul live In the Present – Live from Lyon.
În august 2010 s-a anunțat că formația a compus material pentru Fly from Here, al douăzecelea album de studio Yes. Howe a infirmat zvonurile conform cărora Anderson a fost invitat pentru a cânta pe album, declarând că toate melodiile de studio au fost înregistrate cu formula actuală. Yes a semnat un contract cu Frontiers Records și a început să înregistreze în Los Angeles cu Trevor Horn în calitate de producător. În timpul înregistrărilor Wakeman a fost înlocuit cu Geoff Downes. La finalizarea înregistrărilor în martie 2011 și al post-producției o lună mai târziu, albumul a fost lansat în iulie 2011. Fly from Here a ocupat locul 30 în Regatul Unit și locul 36 în Statele Unite.

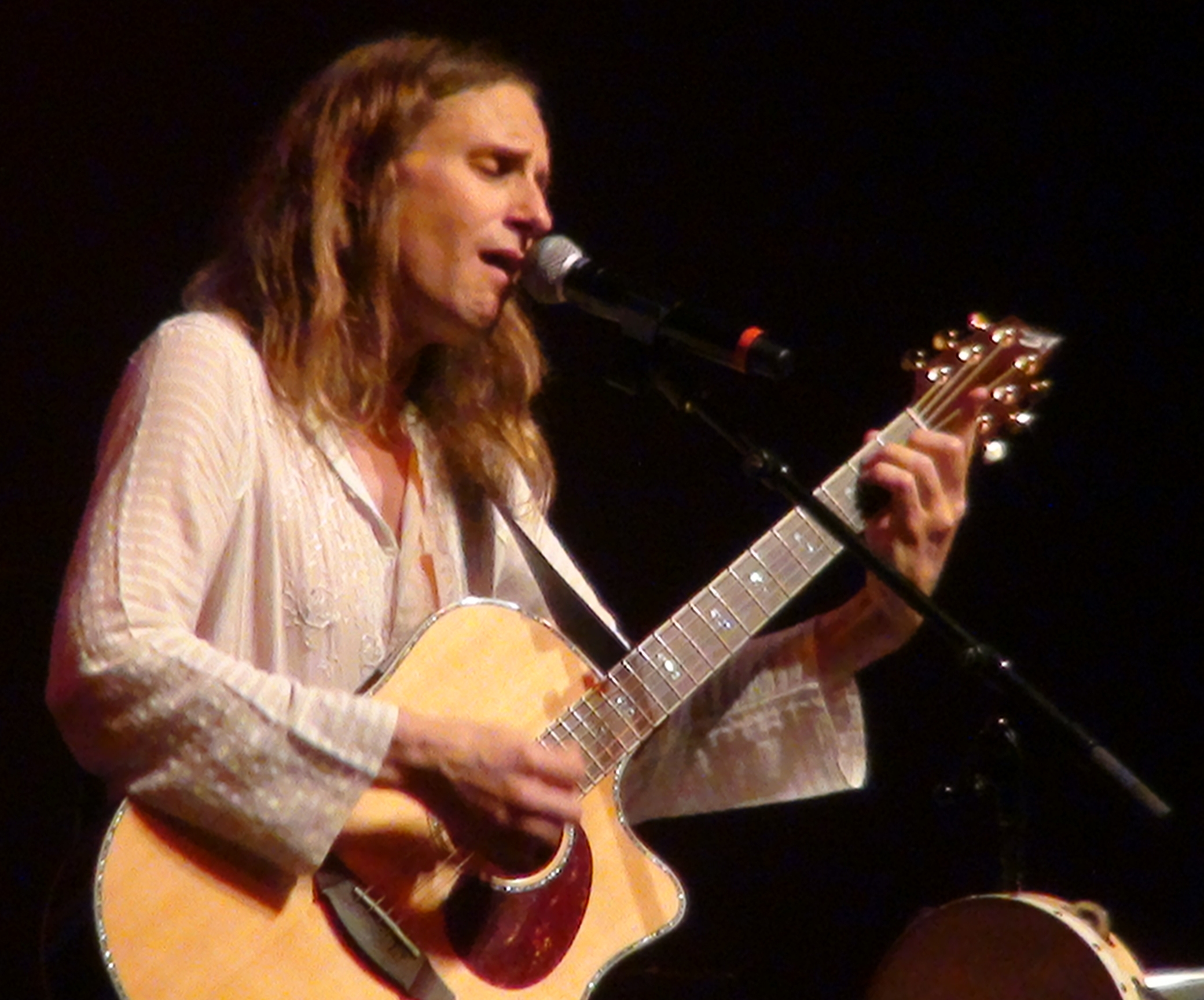
Jon Davison, actualul solist vocal al formației

În 2011-2012 Yes a pornit într-un turneu mondial pentru a promova albumul Fly from Here împreună cu Styx și Procol Harum. În februarie 2012 David a fost înlocuit cu solistul vocal al formației Glass Hammer, Jon Davison, după ce a avut probleme respiratorii. Davison i-a fost recomandat lui Squire de Taylor Hawkins, toboșarul formației Foo Fighters.
Pe 7 martie 2013 a decedat chitaristul original al formației, Peter Banks, la vârsta 65 de ani în urma unui atac de cord.
În martie 2013 formația a pornit în turneul Three Album Tour în care au interpretat integral albumele The Yes Album, Close to the Edge și Going for the One. În august 2013 a fost începută o campanie a fanilor pentru ca Yes să fie inclusă în Rock and Roll Hall of Fame. Totuși Yes nu a fost inclusă pe 16 octombrie 2013 când au fost anunțați laureații.
Între ianuarie și martie 2014 Yes a înregistrat un nou album de studio în Los Angeles împreună cu producătorul Roy Thomas Baker, primul album împreună cu noul solist vocal Jon Davison. Pe 8 martie 2014 fostul membru Billy Sherwood a anunțat că a lucrat ca inginer pentru album. Pe 24 martie formația a dezvăluit că noul album se va numi Heaven & Earth. Albumul a fost lansat pe 16 iulie 2014 și s-a clasat pe locul 20 în Regatul Unit, cea mai bună clasare a formației în acest top de după albumul Talk, lansat în 1994.
Jon Anderson a menționat în mai multe ocazii că ar dori să revină în formație undeva în viitor și să realizeze "turneul pe care toți îl visează". Squire și White au declarat că "ușa este deschisă" pentru a lucra din nou cu Anderson. Recent, Anderson a spus despre includerea formației Yes în Rock and Roll Hall of Fame în 2015 ca motiv pentru o posibilă reuniune. Squire a spus că este posibil și ca Yes să facă "o formulă extinsă" asemănătoare cu cea de pe albumul Union din 1991.
Pe 19 mai 2015 formația a anunțat că basistul Chris Squire a fost diagnosticat cu leucemie și că va fi înlocuit temporar în concertele deja programate cu Billy Sherwood. Aceasta este prima dată de la înființare când Yes interpretează fără Squire.
Pe 27 iunie 2015 Squire a decedat la vârsta de 67 de ani în casa sa din Phoenix, Arizona. Pe 21 iulie 2015 White a declarat într-un interviu pentru revista Billboard că Yes va merge mai departe, Sherwood înlocuindu-l pe Squire.

## Discografie
- 1969: Yes
- 1970: Time and a Word
- 1971: The Yes Album
- 1971: Fragile
- 1972: Close to the Edge
- 1973: Tales from Topographic Oceans
- 1974: Relayer
- 1977: Going for the One
- 1978: Tormato
- 1980: Drama
- 1983: 90125
- 1987: Big Generator
- 1991: Union
- 1994: Talk
- 1996: Keys to Ascension (jumătate album live, jumătate album de studio)
- 1997: Keys to Ascension 2 (jumătate album live, jumătate album de studio)
- 1997: Open Your Eyes
- 1999: The Ladder
- 2001: Magnification
- 2011: Fly from Here
- 2014: Heaven & Earth
- 2021: The Quest
- 2023: Mirror to the Sky

## Componență
| Imagine | Nume           | Activitate                                         | Instrumente                    | Note                          |
| ------- | -------------- | -------------------------------------------------- | ------------------------------ | ----------------------------- |
|         | Jon Davison    | 2012 - prezent                                     | Solist vocal, chitară acustică | Înlocuitorul lui Benoît David |
|         | Steve Howe     | 1970 - 1981 1990 - 1992 1995 - 2004 2008 - prezent | Chitară, vocal                 |                               |
|         | Billy Sherwood | 1994 1997 - 2000 2015 - prezent                    | Chitară bas, vocal             |                               |
|         | Geoff Downes   | 1980 - 1981 2011 - prezent                         | Claviaturi                     |                               |
|         | Alan White     | 1972 - 1981 1982 - 2004 2008 - prezent             | baterie, percuție              |                               |

### Foști membri
| Imagine | Nume           | Activitate                                                  | Instrumente                              | Note                                    |
| ------- | -------------- | ----------------------------------------------------------- | ---------------------------------------- | --------------------------------------- |
|         | Chris Squire   | 1968 - 1981 1982 - 2004 2008 - 2015                         | Chitară bas, vocal                       | Co-fondatorul formației Decedat în 2015 |
|         | Jon Anderson   | 1968 - 1980 1982 - 2004                                     | Solist vocal, chitară acustică, percuție | Co-fondatorul formației                 |
|         | Peter Banks    | 1968 - 1970                                                 | Chitară, vocal                           | Decedat în 2013                         |
|         | Tony Kaye      | 1968 - 1971 1982 - 1994                                     | Claviaturi                               |                                         |
|         | Bill Bruford   | 1968 - 1972 1990 - 1992                                     | baterie, percuție                        |                                         |
|         | Rick Wakeman   | 1971 - 1974 1976 - 1980 1990 - 1992 1995 - 1996 2002 - 2004 | Claviaturi                               |                                         |
|         | Patrick Moraz  | 1974 - 1976                                                 | Claviaturi                               |                                         |
|         | Eddie Jobson   | Iunie - Octombrie 1983                                      | Claviaturi                               |                                         |
|         | Trevor Horn    | 1980 - 1981                                                 | Solist vocal                             |                                         |
|         | Trevor Rabin   | 1982 - 1994                                                 | Vocal, chitară, claviaturi               |                                         |
|         | Igor Horoșev   | 1997 - 2000                                                 | Claviaturi                               |                                         |
|         | Oliver Wakeman | 2008 - 2011                                                 | Claviaturi                               |                                         |
|         | Benoît David   | 2008 - 2012                                                 | Solist vocal                             | Înlocuitorul lui Jon Anderson           |